# Begonia pedunculosa
Espèce
Begonia pedunculosa est une espèce de plantes de la famille des Begoniaceae.
L'espèce fait partie de la section Diploclinium.
Elle a été décrite en 1830 par Nathaniel Wallich (1786-1854).

## Répartition géographique
Cette espèce est originaire des pays suivants : Bhoutan ; Inde.